# Калюмет (Мічиган)
Калюмет (англ. Calumet) — селище (англ. village) в США, в окрузі Гаутон штату Мічиган. Населення — 621 особа (2020).

## Географія
Калюмет розташований за координатами 47°14′52″ пн. ш. 88°27′13″ зх. д. / 47.24778° пн. ш. 88.45361° зх. д. (47.247731, -88.453483).  За даними Бюро перепису населення США в 2010 році селище мало площу 0,51 км², уся площа — суходіл.

## Демографія
Згідно з переписом 2010 року, у селищі мешкало 726 осіб у 376 домогосподарствах у складі 161 родини. Густота населення становила 1425 осіб/км².  Було 512 помешкання (1005/км²).
Расовий склад населення:
| - 96,8 % — білих - 0,4 % — корінних американців - 0,4 % — чорних або афроамериканців - 0,3 % — азіатів |

До двох чи більше рас належало 1,8 %. Частка іспаномовних становила 2,5 % від усіх жителів.
За віковим діапазоном населення розподілялося таким чином: 20,4 % — особи молодші 18 років, 61,4 % — особи у віці 18—64 років, 18,2 % — особи у віці 65 років та старші. Медіана віку мешканця становила 40,4 року. На 100 осіб жіночої статі у селищі припадало 97,3 чоловіків;  на 100 жінок у віці від 18 років та старших — 92,7 чоловіків також старших 18 років.
Медіана доходів становила 26 641 долар для чоловіків та 27 708 доларів для жінок. За межею бідності перебувало 50,1 % осіб, у тому числі 68,7 % дітей у віці до 18 років та 33,0 % осіб у віці 65 років та старших.
Цивільне працевлаштоване населення становило 253 особи. Основні галузі зайнятості: мистецтво, розваги та відпочинок — 28,5 %, освіта, охорона здоров'я та соціальна допомога — 18,2 %, виробництво — 13,8 %, роздрібна торгівля — 12,6 %.

## Персоналії
- Джеймс Толкан (*1931) — американський актор.